# 辦桌二人組
辦桌二人組是2002年在臺灣成立的閩南語男子歌唱團體，最初由馮韋傑（辦桌阿傑）和龍力維（辦桌阿龍）組成，皆是歌唱比賽出身。2014年，馮韋傑退出辦桌二人組；2015年，加入新人葉廷宇。目前已經解散。

## 專輯列表
- 《再會啦！車站》（2002年8月1日）－辦桌二人組首張閩南語專輯，與李炳輝共3人合唱，影片PV以高雄車站為主題並於現場拍攝，部份片段則在其它車站拍攝[4]。

## 外部連結
- 辦桌二人組的Facebook專頁 （页面存档备份，存于）
- YouTube上的東聲唱片 （页面存档备份，存于）